# Delaware Blue Coats
Los Delaware Blue Coats son un equipo de la NBA G League, afiliado a los Philadelphia 76ers de la NBA. Juegan sus partidos como local en el 76ers Fieldhouse, situado en Wilmington.

## Historia
El 28 de abril de 2013, la directiva de los Philadelphia 76ers anunció la adquisición de los derechos de los Utah Flash de la D-League, que llevaban inactivos desde el final de la temporada 2010-11.
Inmediatamente, la franquicia fue recolocada en el estado de Delaware, cerca de Pensilvania, y renombrado los Delaware 87ers. El nombre del equipo se deriva de que Delaware fue el primer estado en ratificar la Constitución de los Estados Unidos en 1787.
En 2018 se trasladaron a un nuevo pabellón en Wilmington desde su antigua sede en Newark, siendo renombrados como los Delaware Blue Coats, en homenaje de los soldados que lucharon en la Guerra de Independencia de los Estados Unidos.

## Trayectoria
| Utah Flash          |                   |                   |     |     |      | |
| 2007–08             | Western           | 3º                | 24  | 26  | .480 | |
| 2008–09             | Western           | 1º                | 32  | 18  | .640 | Gana 1ª Ronda (Bakersfield) 94–81 Gana Semifinales (Dakota) 103–93 Pierde Finales de la D-League (Colorado) 2–0                                                                 |
| 2009–10             | Western           | 4º                | 28  | 22  | .560 | Pierde 1ª Ronda (Iowa) 2–1 |
| 2010–11             | Western           | 5º                | 28  | 22  | .560 | Pierde 1ª Ronda (Iowa) 2–1 |
| Delaware 87ers      |                   |                   |     |     |      | |
| 2013–14             | Eastern           | 6º                | 12  | 38  | .240 | |
| 2014–15             | Atlantic          | 4º                | 20  | 30  | .400 | |
| 2015–16             | Atlantic          | 4º                | 21  | 29  | .420 | |
| 2016–17             | Atlantic          | 2º                | 26  | 24  | .520 | |
| 2017–18             | Southeast         | 4º                | 16  | 34  | .320 | |
| Delaware Blue Coats |                   |                   |     |     |      | |
| 2018–19             | Atlantic          | 4º                | 21  | 29  | .420 | |
| 2019–20             | Atlantic          | 2º                | 22  | 21  | .512 | Temporada cancelada por la pandemia de COVID-19 |
| 2020–21             | —                 | 4º                | 10  | 5   | .667 | Gana Cuartos de final (Austin) 124–103 Gana Semifinal (Raptors 905) 127–100 Pierde Final (Lakeland) 78–97                                                                       |
| 2021–22             | Eastern           | 3º                | 22  | 10  | .688 | Gana Cuartos de final (Long Island) 133–116 Gana Semifinal (Motor City) 124–116 Gana Final de Conferencia (Raptors 905) 143–139 Pierde Finales G League (Rio Grande Valley) 0–2 |
| 2022–23             | Eastern           | 2º                | 20  | 12  | .625 | Gana Semifinal (Capital City) 104–99 Gana Final de Conferencia (Long Island) 108–94 Gana Finales G League (Rio Grande Valley) 2–0                                               |
| Temporada regular   | Temporada regular | Temporada regular | 282 | 308 | .478 | 2007–presente |
| Playoffs            | Playoffs          | Playoffs          | 9   | 9   | .500 | 2007–presente |